# 瑞尔比斯
瑞尔比斯（法語：Jurbise，法語發音：[ʒyʁbiz]）是比利时瓦隆大区埃諾省蒙斯區的一个市镇，通行法语，是比利时法语社群的一部分，人口10,417人（2018年1月1日）。